# Tour Primera fila
El Tour Primera fila es la séptima gira musical de la banda española La Oreja de Van Gogh y la tercera con Leire Martínez como vocalista, en promoción de su álbum en vivo Primera fila: La Oreja de Van Gogh lanzado en 2013.

## Antecedentes
El 11 de diciembre de 2013, La Oreja de Van Gogh fue confirmado para presentarse en el Festival de Peñas en Villa María (Argentina). La banda se presentó el 1 de febrero de 2014. El 7 de enero de 2014 la banda anunció mediante su página oficial de Facebook las primeras fechas de la Gira América 2014 La banda se presentó en el festival de Peñas con la colaboración de Abel Pintos para la canción "Deseos de cosas imposibles". El 22 de febrero, la banda anunció mediante un estado de Facebook, que por motivo de las protestas político-sociales en Venezuela, el concierto previsto para el 5 de marzo se aplazaría a nueva fecha.

## Espectáculo
La primera fecha oficial de la gira fue el 8 de marzo en Santiago de Chile, en ese concierto la banda presentó un tema inédito llamado "Pálida luna", teniendo aparte la colaboración de dos artistas chilenos. La banda logró agotar entradas en Buenos Aires (Argentina) el 13 y 14 de marzo, por tal motivo, añaden un concierto más el 10 de mayo. Mediante Facebook anuncian una nueva fecha en Córdoba. El 13 de marzo la banda tuvo el primero de dos conciertos consecutivos en el Gran Rex, donde tuvieron como invitado a Ale Sergi, vocalista del grupo argentino Miranda!, cantando a dúo la canción "Muñeca de trapo". Los cantantes peruanos Nicole Pillman, Pamela Rodríguez y Diego Dibós cantaron a dúo con la banda en el concierto del 19 de marzo en Lima (Perú). El cantante español Álex Ubago fue el invitado de la banda en el concierto del 22 de marzo en Quito (Ecuador). El 18 de marzo se confirma la fecha en Puebla para el 26 de mayo. El 26 de marzo se confirmó que el concierto planeado originalmente a realizarle el 5 de marzo en Caracas (Venezuela), el cual fue reprogramado debido a la situación política, se realizaría el 13 de noviembre. El 31 de marzo de 2014 se presentaron en el Auditorio Nacional de México, en donde tuvieron como invitados a Samo, Leonel García y el guitarrista José Portilla.
El 13 de noviembre de 2014, durante el concierto en Caracas, funcionarios de la Policía de Chacao apagaron la consola de sonido alegando una supuesta violación al toque de queda para usar el anfiteatro hasta las 10 pm, dejando el concierto inconcluso y obligando a la banda a terminar.
Se estima que más de 234.000 personas han presenciado el Primera Fila Tour.

## Repertorio
| Tour 1F |
| --- |
| Setlist 2014-2015 1. Rosas 2. El Último Vals 3. Cuando Dices Adiós 4. Mi Calle Es Nueva York 5. 20 de Enero 6. Dulce Locura * 7. Las Noches que no mueren * 8. Dile al Sol * 9. Historia de amor * 10. Inmortal 11. Una y Otra Vez 12. Perdida 13. El Tiempo a Solas 14. París 15. Vestido Azul 16. Europa VII 17. Día Cero 18. Sola * 19. Palabras Para Paula 20. Cumplir Un Año Menos * 21. Mi Vida Sin Ti 22. La playa 23. El 28 24. Adiós * 25. María 26. Deseos De Cosas imposibles 27. Jueves 28. Muñeca De Trapo 29. Promesas de Primavera* 30. Desde el Puerto 31. El Primer Día Del Resto De Mi Vida 32. Pálida luna* 33. Cometas por el cielo 34. Pop 35. La Niña Que Llora En Tus Fiestas 36. Puedes Contar Conmigo 37. Cuídate * 38. De Música Ligera * Las canciones marcadas con un *, son aquellas que el grupo anexo al repertorio o aquellas que tuvieron modificaciones: - Adiós: Se tocó solo en la primera fase de la gira. - Cumplir Un Año Menos: El famoso tema de "A las cinco en el Astoria" se tocó en algunos conciertos para reemplazar "Palabras para Paula". - Cuídate: El famoso tema se tocó en fechas selectas. - Las Noches que no mueren: Se tocó una vez el 17 de marzo en Uruguay. - Dile al Sol: Se tocó una vez el 17 de marzo en Uruguay. - Historia de amor: Para sorpresa de los fanes de toco por primera vez en Uruguay el 17 de marzo de 2014. - Pálida luna: Tema inédito que estuvo presente durante toda la gira. - Promesas de Primavera: Se tocó en fechas selectas para reemplazar al tema "Mi calle es Nueva York". - De música ligera : Un tema clásico del grupo Soda Stereo, se tocó solo en la gira Argentina, en tributo a Gustavo Cerati. - Sola: Se tocó por única vez el 21 de noviembre en Argentina. Al grupo no le gustó el resultado y decidieron removerla a partir del día siguiente. - Dulce Locura: Fechas selectas. |

## Fechas de la gira
| Fecha                    | Ciudad                          | País                 | Recinto                                            |
| ------------------------ | ------------------------------- | -------------------- | -------------------------------------------------- |
| 4 de noviembre de 2013   | Tijuana                         | México               | Trobar                                             |
| 6 de noviembre de 2013   | Guadalajara                     | México               | Teatro Diana                                       |
| 7 de noviembre de 2013   | Monterrey                       | México               | Element Bar                                        |
| 11 de noviembre de 2013  | México D.F.                     | México               | Oye Live                                           |
| 1 de febrero de 2014     | Villa María                     | Argentina            | Anfiteatro de Villa María                          |
| 22 de febrero de 2014    | México D.F.                     | México               | Palacio de los Deportes                            |
| 8 de marzo de 2014       | Santiago de Chile               | Chile                | Teatro Caupolicán                                  |
| 10 de marzo de 2014      | Neuquén                         | Argentina            | Meet Dance Club                                    |
| 13 de marzo de 2014      | Buenos Aires                    | Argentina            | Teatro Gran Rex                                    |
| 14 de marzo de 2014      | Buenos Aires                    | Argentina            | Teatro Gran Rex                                    |
| 15 de marzo de 2014      | Córdoba                         | Argentina            | Espacio Quality                                    |
| 17 de marzo de 2014      | Montevideo                      | Uruguay              | Club La Trastienda                                 |
| 19 de marzo de 2014      | Lima                            | Perú                 | Auditorio del Pentagonito                          |
| 22 de marzo de 2014      | Quito                           | Ecuador              | Anfiteatro Ágora C.C. Ecuatorianas                 |
| 26 de marzo de 2014      | Panamá                          | Panamá               | Club Lattitude 47                                  |
| 28 de marzo de 2014      | San Luis Potosí                 | México               | El Domo                                            |
| 30 de marzo de 2014      | México D.F.                     | México               | Auditorio Nacional                                 |
| 5 de abril de 2014       | Santo Domingo                   | República Dominicana | Teatro Nacional Eduardo Brito                      |
| 8 de mayo de 2014        | San Sebastián                   | España               | Bataplán Disco                                     |
| 10 de mayo de 2014       | Buenos Aires                    | Argentina            | Teatro Gran Rex                                    |
| 12 de mayo de 2014       | Rosario                         | Argentina            | City Center Rosario                                |
| 14 de mayo de 2014       | Córdoba                         | Argentina            | Espacio Quality                                    |
| 15 de mayo de 2014       | Mendoza                         | Argentina            | Auditorio Bustelo                                  |
| 17 de mayo de 2014       | Mar de Plata                    | Argentina            | Espacio GAP                                        |
| 22 de mayo de 2014       | Morelia                         | México               | Teatro Morelos                                     |
| 24 de mayo de 2014       | Torreón                         | México               | Coliseo Centenario                                 |
| 26 de mayo de 2014       | Puebla                          | México               | Auditorio Complejo Cultural Universitario          |
| 28 de mayo de 2014       | Querétaro                       | México               | Auditorio Josefa Ortíz de Domínguez                |
| 16 de agosto de 2014     | Buenos Aires                    | Argentina            | Estadio Luna Park                                  |
| 22 de agosto de 2014     | Buenos Aires                    | Argentina            | Teatro Sony                                        |
| 30 de agosto de 2014     | Santiago de Chile               | Chile                | Movistar Arena                                     |
| 2 de septiembre de 2014  | León                            | México               | Domo de la Feria                                   |
| 4 de septiembre de 2014  | Zacatecas                       | México               | Plaza de Armas                                     |
| 6 de septiembre de 2014  | Hermosillo                      | México               | Expo Forum                                         |
| 8 de septiembre de 2014  | Pachuca                         | México               | Auditorio Gota de Plata                            |
| 10 de septiembre de 2014 | Guadalajara                     | México               | Auditorio Telmex                                   |
| 11 de septiembre de 2014 | México, D.F.                    | México               | Auditorio Nacional                                 |
| 7 de noviembre de 2014   | Bogotá                          | Colombia             | Teatro Royal Center                                |
| 8 de noviembre de 2014   | Medellín                        | Colombia             | Coliseo de la Universidad Pontificia Bolivariana   |
| 10 de noviembre de 2014  | San José                        | Costa Rica           | Teatro Popular Melico Salazar                      |
| 13 de noviembre de 2014  | Caracas                         | Venezuela            | Anfiteatro Sambil                                  |
| 15 de noviembre de 2014  | Cochabamba                      | Bolivia              | Estadio Felix Capriles                             |
| 16 de noviembre de 2014  | La Paz                          | Bolivia              | Teatro al Aire Libre                               |
| 18 de noviembre de 2014  | Montevideo                      | Uruguay              | Auditorio Sodre                                    |
| 20 de noviembre de 2014  | Rosario                         | Argentina            | City Center Rosario                                |
| 21 de noviembre de 2014  | Buenos Aires                    | Argentina            | Teatro Gran Rex                                    |
| 22 de noviembre de 2014  | Buenos Aires                    | Argentina            | Teatro Gran Rex                                    |
| 24 de noviembre de 2014  | Bahía Blanca                    | Argentina            | Estadio Osvaldo Casanova del Club Estudiantes      |
| 26 de noviembre de 2014  | Mendoza                         | Argentina            | Auditorio Bustelo                                  |
| 27 de noviembre de 2014  | Córdoba                         | Argentina            | Espacio Quality                                    |
| 29 de noviembre de 2014  | San Nicolás de los Arroyos      | Argentina            | Siderar                                            |
| 1 de diciembre de 2014   | Comodoro Rivadavia              | Argentina            | Teatro María Auxiliadora                           |
| 4 de diciembre de 2014   | Rancagua                        | Chile                | Teatro Regional de Rancagua                        |
| 5 de diciembre de 2014   | Valparaíso                      | Chile                | Teatro Universidad Santa María                     |
| 7 de diciembre de 2014   | Santiago de Chile               | Chile                | Teatro Corpartes                                   |
| 16 de enero de 2015      | Madrid                          | España               | Sala But                                           |
| 7 de febrero de 2015     | Formosa                         | Argentina            | Predio Ferial de Herradura                         |
| 8 de febrero de 2015     | Villa María                     | Argentina            | Anfiteatro Villa María                             |
| 9 de febrero de 2015     | Colón (Provincia de Entre Ríos) | Argentina            | Predio del Parque Herminio Quiroz                  |
| 14 de febrero de 2015    | San Francisco , (Córdoba)       | Argentina            | Sociedad Rural de San Francisco                    |
| 15 de febrero de 2015    | El Calafate , (Santa Cruz)      | Argentina            | Anfiteatro El Bosque                               |
| 14 de marzo de 2015      | Miami                           | Estados Unidos       | The Fillmore Miami Beach at Jackie Gleason Theater |

## Formación de la banda
- Leire Martínez - Voz
- Pablo Benegas - Guitarra eléctrica
- Haritz Garde - Batería
- Álvaro Fuentes - Bajo
- Xabi San Martín - Teclados